# San Pedro del Arroyo (kommunhuvudort)
San Pedro del Arroyo är en kommunhuvudort i Spanien.   Den ligger i provinsen Provincia de Ávila och regionen Kastilien och Leon, i den centrala delen av landet, 110 km väster om huvudstaden Madrid. San Pedro del Arroyo ligger 937 meter över havet och antalet invånare är 499.
Terrängen runt San Pedro del Arroyo är platt åt nordost, men åt sydväst är den kuperad. Runt San Pedro del Arroyo är det mycket glesbefolkat, med 3 invånare per kvadratkilometer. Närmaste större samhälle är Fontiveros, 16,2 km nordväst om San Pedro del Arroyo. Trakten runt San Pedro del Arroyo består till största delen av jordbruksmark.